# 松之馬場站
松之馬場站（日语：／ Matsunobamba eki */?）是位於滋賀縣大津市坂本，屬於京阪電氣鐵道的石山坂本線停留場。車站編號為OT20。

## 歷史
- 1927年
  - 5月15日 - 琵琶湖鐵道汽船山上（現時已經廢止）至松之馬場之間開通，此站啟用。車站名稱取自附近的松之馬場通。
  - 8月13日 - 此站至坂本（現時：坂本比叡山口）之間開通，成為中途站。
- 1929年（昭和4年）4月11日 - 公司合併後，成為(舊)京阪電氣鐵道石山坂本線的車站[3][4]。
- 1943年（昭和18年）10月1日 - 公司合併後，成為京阪神急行電鐵（現時：阪急電鐵）的車站[3][5]。
- 1945年
  - 3月31日 - 由於需要供應金屬，因此穴太至坂本之間變為單線。
  - 5月15日 - 車站暫停使用。
- 1946年9月10日 - 車站重開。
- 1949年（昭和24年）12月1日 - 公司分離後，成為(新)京阪電氣鐵道的車站[3][5]。
- 1997年
  - 8月2日 - 新乘降場開始使用。
  - 9月30日 - 穴太至坂本之間再次成為雙線，月台從1面1線單式月台改為2面2線相對式月台[6]。

## 車站構造

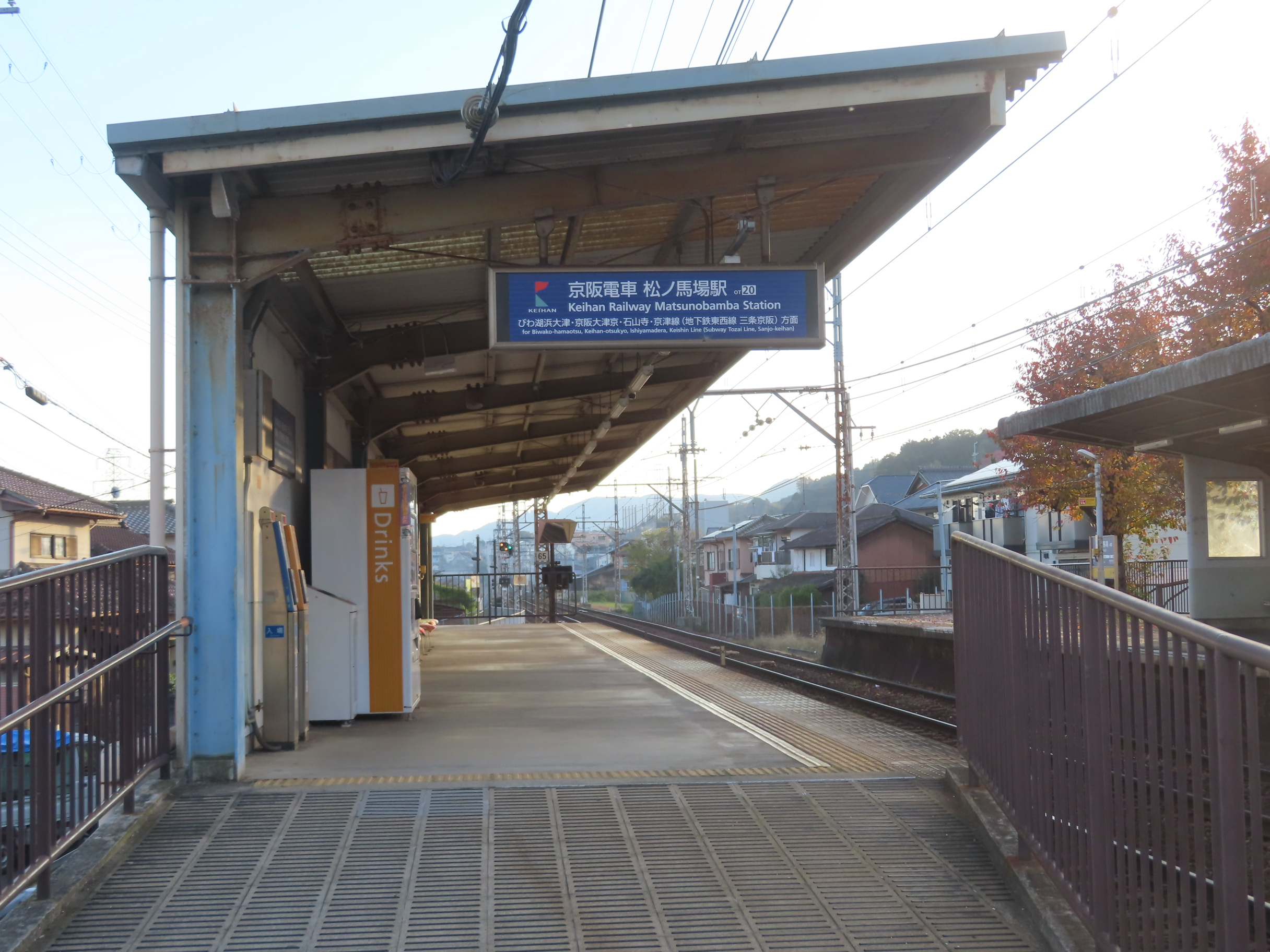
往石山寺方向的月台（2023年11月）

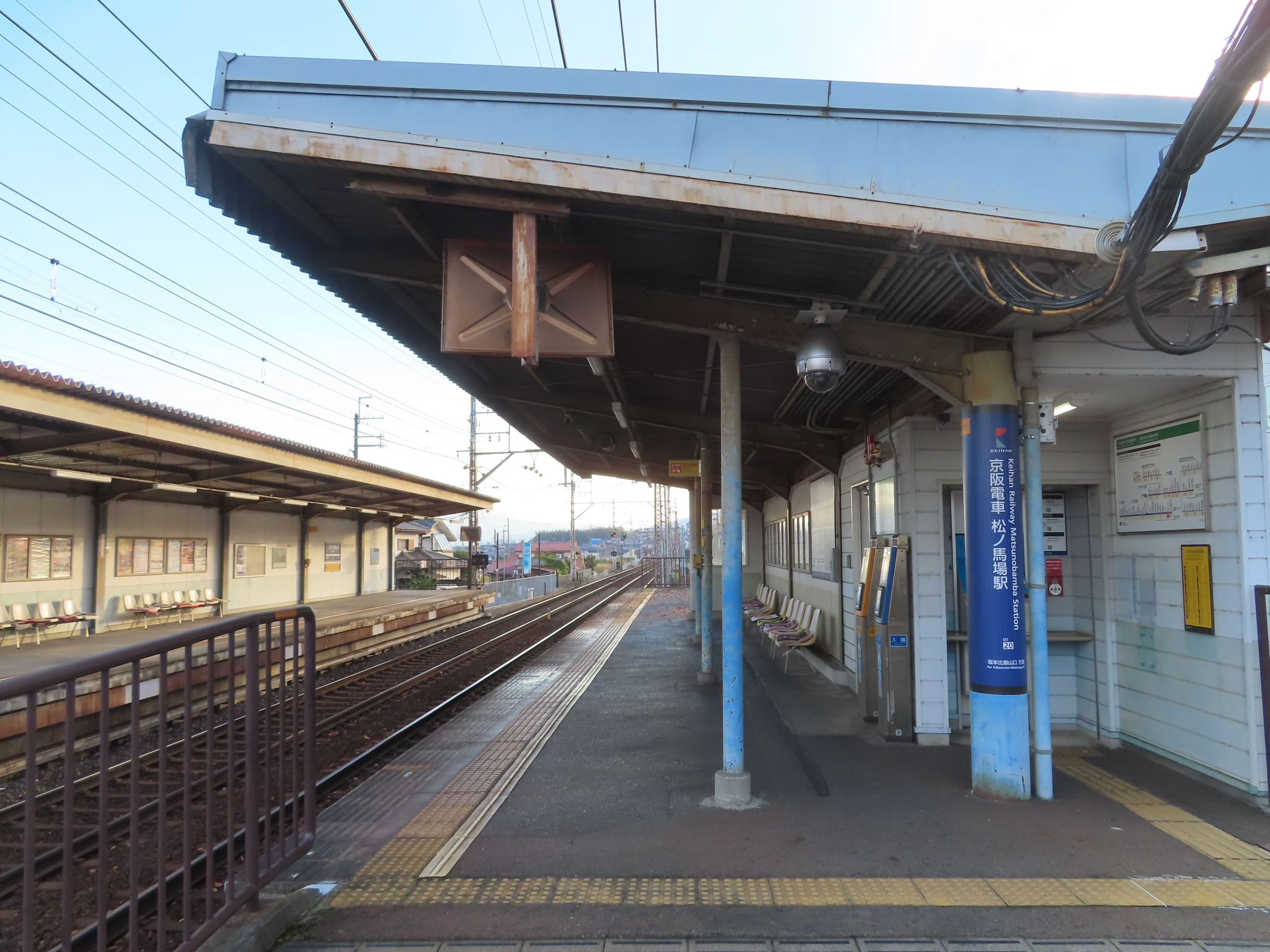
往坂本比叡山口方向的月台（2023年11月）

本站是地面車站，設有2面2線的相對式月台。此站是整日無人車站，且沒有設置站房。上下行線月台的出入口均位於坂本一方。站內設有PiTaPa（ICOCA）等IC卡專用閘機。在鐵路一度單線時，月台是還保存，在再次雙線化之際，站內進行了裝修工程，變成現在的模樣。

### 月台
| 月台 | 路線        | 上下行 | 方向                                                                       | 備註                               |
| ---- | ----------- | ------ | -------------------------------------------------------------------------- | ---------------------------------- |
| 西邊 | ▼石山坂本線 | 下行   | 坂本比叡山口方向                                                           |                                    |
| 東邊 | ▼石山坂本線 | 上行   | 京阪大津京、琵琶湖濱大津、石山寺方向 ▲京津線（ 地下鐵東西線 三條京阪）方向 | 京津線需要在琵琶湖濱大津站轉乘列車 |

※月台可容納2卡列車。在旅客資訊上沒有編排月台編號。

## 車站周邊
- 坂本城址公園
- 琵琶湖醫院
- 東南寺
- 大津市下坂本分所
- 大津市立下阪本小學
- 日本郵便大津下阪本郵局[7]
- 延曆寺学園比叡山幼稚園

## 相鄰車站
京阪電氣鐵道
▼石山坂本線
穴太（OT19）－松之馬場（OT20）－坂本比叡山口（OT21）

## 注腳
1. ↑  大津市統計年鑑
2. ↑  停車站資訊圖 （页面存档备份，存于）（日語） - 京阪電氣鐵道
3. 1 2 3  高橋 2017，第28頁.
4. ↑  寺田 2013，第276頁.
5. 1 2  寺田 2013，第275頁.
6. ↑  . 交通新聞 (交通新聞社). 1997-08-04: 1 （日语）.
7. ↑  日本郵政株式会社　大津下阪本郵便局 （页面存档备份，存于）（日語）

## 外部連結
- 松之馬場 - 京阪電氣鐵道